# Olaszliszka
Olaszliszka község Borsod-Abaúj-Zemplén vármegye Sárospataki járásában.

## Fekvése
A Bodrog folyó jobb partján, szőlődombok mellett fekszik, a Tokaj-hegyaljai borvidéken, a vármegye székhelyétől, Miskolctól mintegy 57 kilométerre keletre.
A közvetlen települési szomszédai: északkelet felől Vámosújfalu, délnyugat felől Szegilong, északnyugat felől pedig Erdőbénye. Közigazgatási területe az előbbiek mellett érintkezik még észak felől Erdőhorváti, észak-északkelet felől Tolcsva, délkelet felől a Bodrog túlpartján fekvő Viss, dél felől az ugyancsak bodrogközi Zalkod, dél-délnyugat felől pedig Bodrogkisfalud és Szegi határával is.

### Megközelítése
Az ország távolabbi részei felől a legfontosabb közúti megközelítési útvonala a 37-es főút, amely délnyugat-északkeleti irányban halad végig a határai között, a belterületét pár száz méterrel elkerülve északnyugati irányból. Lakott területén a főút régi nyomvonala, a 3801-es út halad végig, központját a 37-es főúttal a 3721-es út kapcsolja össze. Olaszliszka és a Bodrogköz települései között a 3802-es út biztosít összeköttetést; a település területét az eddigiek mellett érinti még a 3705-ös és a 3717-es út is.
A hazai vasútvonalak közül a települést a Budapest–Sátoraljaújhely-vasútvonal érinti, aminek azonban nincs megállási pontja a határai között. A legközelebbi vasúti csatlakozási lehetőséget így a vonal – eléggé megtévesztő elnevezésű – Olaszliszka-Tolcsva vasútállomása kínálja, amely a nevét úgyszólván teljesen megcáfolva Vámosújfalu határai között terül el, e község belterületének északnyugati részén.
Közlekedési viszonyait illetően említést követel még a vízi közlekedés is, a Bodrogközben található keleti szomszédaival ugyanis csak kompjárat köti össze; a komp útvonala a fentebb említett 3802-es út nyomvonalának is a részét képezi.

## Története
1239-ben említik először, IV. Béla magyar király egyik levelében, LYSKA néven. IV. Béla olasz – más forrás szerint vallon – szőlősgazdákat telepített a környékre, innentől Olaszliszka a neve. A betelepült szőlőművesek a Burgundia nevű falurészben éltek.
A település és határa ekkor királyi birtok volt, 1243-ban azonban a király a szepesi prépostságnak adományozta. 1320-ban Károly Róbert király szabad piacot engedélyezett az ekkor már Liszka Olaszi néven említett településnek.
1466-ban Mátyás király városi rangra emelte Liszka Olaszit, évi három szabad vásárt engedve neki.

### A török idők
A település a török hódítás idején, a 16. és 17. században rendkívül nehéz helyzetbe került geopolitikai helyzete miatt: pont azon a területen feküdt, ahol az országon osztozó három hatalom érdekei ütköztek.
Szapolyai János, aki a mohácsi csatavesztés után az ország keleti felében uralkodott, 1530-ban vámmentességet adott a városnak és 12 mérföldes körzetének. 1538-ban a várost és vidékét a váradi béke a Habsburg I. Ferdinándnak, Ausztria és Magyarország nyugati fele uralkodójának juttatta.
1546-ban a város határában ütközet zajlott, Serédy Gáspár és Perényi Péter hadai közt. A környékért folyt a harc a nyugati és a keleti királyság közt, végül 1560-ban a Habsburg-párti Schwendli Lázár elfoglalta és a tokaji vár birtokaihoz csatolta a várost. Hamarosan azonban az észak felé előrenyomuló törökök elpusztították.
1567-ben a szepesi prépostság visszakapja mint birtokát. 1601. szeptember 2-án Rudolf megerősítette a Mátyástól kapott kiváltságokat és hozzájuk még pallosjogot is adott a városnak. 1606-ban a bécsi béke alapján Bocskai István fejedelem uralma alá került a város.
A városban 1831-ben, majd később még egyszer, 1871-ben kolerajárvány pusztított. Olaszliszkán 1848. október 4-én átvonult a szabadságharc zempléni önkéntes zászlóalja és sokan csatlakoztak hozzá.

### 21. század
2006-ban itt történt az országszerte elhíresült kegyetlen olaszliszkai lincselés, amelynek során egy helyi lakos gyereklány vélelmezett közlekedési balesete miatt annak közelebbi és távolabbi hozzátartozói agyonverték, illetve halálra rugdosták a vétkesnek gondolt autóst, egy tiszavasvári tanárt, Szögi Lajost. A község nevét súlyosan beszennyező bűnesetre azóta, annak helyszínén szerény emlékmű emlékeztet.

## Közélete

### Polgármesterei
- 1990–1994: Fekete Gyula (független)[7]
- 1994–1998: Fekete Gyula (független)[8]
- 1998–2002: Fekete Gyula (független)[9]
- 2002–2006: Fekete Gyula (független)[10]
- 2006–2010: Fekete Gyula (független)[11]
- 2010–2014: Kerekes Attila (független)[12]
- 2014–2019: Fekete Gyula (független)[13]
- 2019–2024: Kerekes Attila (független)[14]
- 2024– : Varga Béla (független)[1]

## Népesség
A település népességének változása:
| Lakosok száma | 1737 | 1723 | 1684 | 1709 | 1536 | 1538 | 1501 |
|               | 2013 | 2014 | 2015 | 2021 | 2022 | 2023 | 2024 |

2001-ben a településen a lakosságnak 80%-át magyar, a 20%-át cigány származású emberek alkották. Ezenkívül 2 ruszin is élt a településen.
A 2011-es népszámlálás során a lakosok 85,2%-a magyarnak, 17,2% cigánynak, 0,2% ruszinnak mondta magát (14,7% nem nyilatkozott; a kettős identitások miatt a végösszeg nagyobb lehet 100%-nál). A vallási megoszlás a következő volt: római katolikus 32,5%, református 28,1%, görögkatolikus 9,1%, evangélikus 0,2%, felekezeten kívüli 6,8% (21,5% nem válaszolt).
2022-ben a lakosság 91,7%-a vallotta magát magyarnak, 7,2% cigánynak, 0,6% szlováknak, 0,1-0,1% németnek, románnak és ruszinnak, 1,6% egyéb, nem hazai nemzetiségűnek (8,3% nem nyilatkozott; a kettős identitások miatt a végösszeg nagyobb lehet 100%-nál). Vallásuk szerint 35,4% volt római katolikus, 19,5% református, 5,9% görög katolikus, 0,8% egyéb keresztény, 0,3% evangélikus, 4,9% felekezeten kívüli (32,9% nem válaszolt).

## Látnivalók

### Gótikus templom
- Gótikus stílusú római katolikus temploma 1332-ben épült a Nagyboldogasszony tiszteletére, a 19. században barokk formát kapott.

A magyar templomok közt különlegesnek számító tornya 1632-ben készült, katonai őrtoronynak. (Az építő, az eperjesi Stenczel Dániel a munkájáért 400 forintot és 20 köböl búzát kapott.) A toronyban két harang lakik, a delente megkonduló nagyharang másfél tonnát nyom. A pajzsán lévő felirat szerint a 17. század legnevesebb harangöntője, az eperjesi Georg Wierd készítette 1633-ban.

### Más látnivalók
- Kőhíd
- Kossuth Emlékház
- Zsinagóga
- Református templom (1784 és 1787 között épült)
- A „Traktér” ötszáz éves épület, eredetileg a terebesi pálos szerzetesek kolostora, a 17. században a királyi dézsmaszedők lakhelye, a 18. században postaállomás és vendégfogadó
- Kelet-Európa Modern Képtár és Nemzetközi Szoborpark, Történeti és Néprajzi Látványtár (2012)
- Kőfotelek, Olaszliszka határban - turista látványosság - természeti képződmény.

## Az olaszliszkai zsidóság és a csodarabbi
Olaszliszka zsidósága a 18. század közepétől kezdve vált egyre jelentősebbé a település életében. Az első zsidó családok az 1740-es években telepedtek le itt, és az évtizedek során egy virágzó közösséget hoztak létre. Az 1780-as évekre már saját zsinagógájuk volt, amely a település egyik fontos közösségi helyszínévé vált. Az 1869-es népszámlálás adatai szerint Olaszliszkán 551 zsidó élt, ami a helyi lakosság több mint 20%-át tette ki.

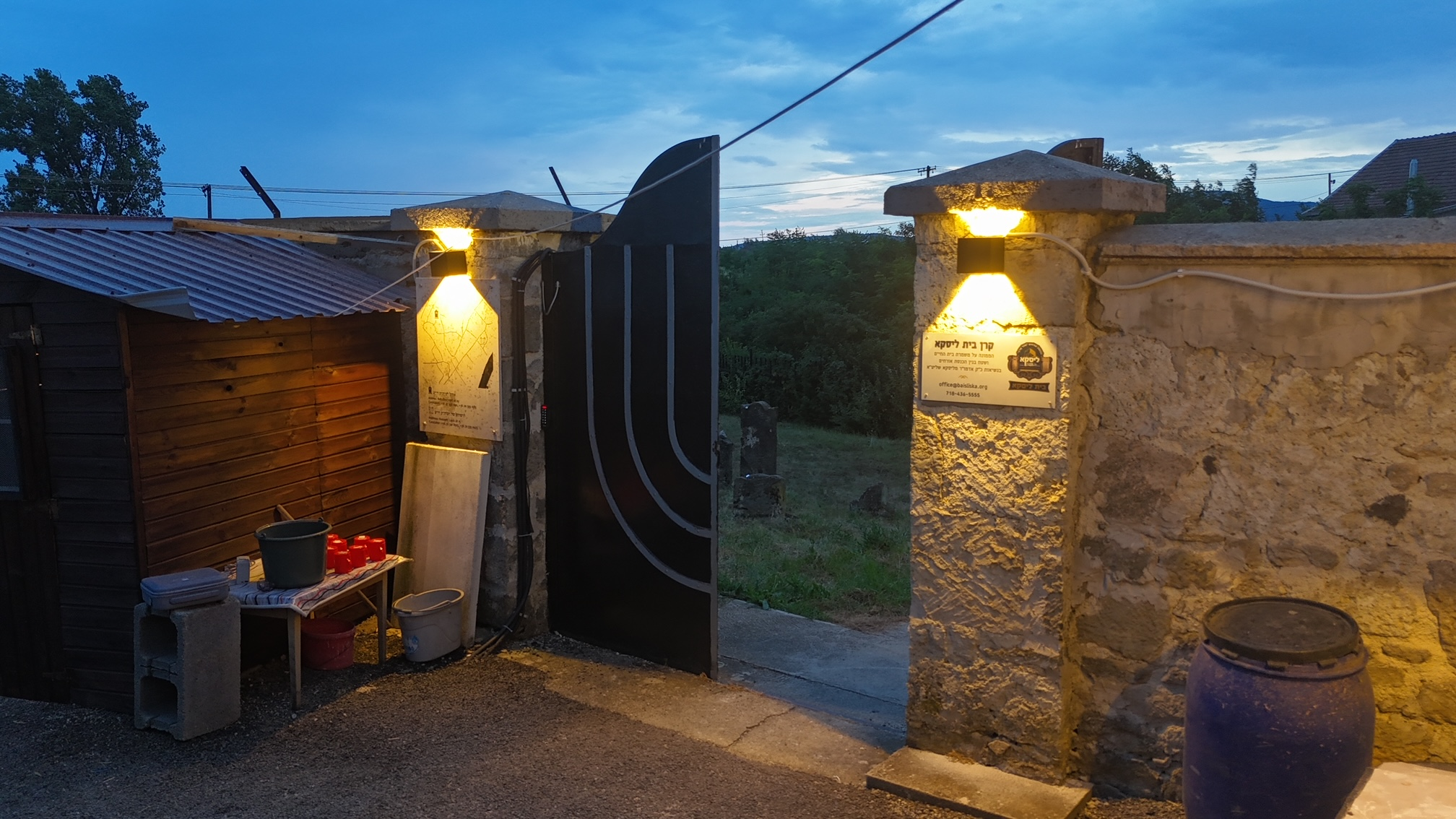
Az olaszliszkai zsidó temető bejárata

A zsidó közösség tagjai elsősorban kereskedelemmel, kézművességgel és mezőgazdasággal foglalkoztak. Számos zsidó kereskedő és boltos működött a településen, akik jelentős mértékben hozzájárultak a helyi gazdaság fejlődéséhez. Ezen kívül sokan voltak közöttük borászok és szeszfőzők, akik a híres tokaji borvidék termékeinek előállításában és forgalmazásában vettek részt.
A második világháború és a holokauszt tragédiája súlyos csapást mért az olaszliszkai zsidó közösségre. 1944-ben a helyi zsidókat a gettósítás után Auschwitzba deportálták, ahol a többségük életét vesztette. A háború után a túlélők közül kevesen tértek vissza Olaszliszkára, és a közösség soha nem nyerte vissza korábbi létszámát és virágzását.

### A csodarabbi
Az olaszliszkai csodarabbi, Rabbi Tzvi Hirsch Friedman, közismert nevén Hershel Lisker. Ő alapította a haszidizmus első európai otthonát és az olaszliszkai zsinagógát. A Lisker Rebbe élete és tanításai ma is hatással vannak a közösségre, gyógyító csodatettei és tanításai révén.
Teitelbaum Mózes (1759–1841) újhelyi rabbi, a magyarországi haszidizmus vezetője halála után a közösség vezetői Friedmann Herselt (1808–1874) választották utódjának. Ez a jámbor tudós magával hozta mestere gyakorlatait és életmódját, és olyannyira szerény volt, hogy nem engedte meg heti egy forintos bérének megemelését. Önzetlensége, aszketikus életmódja, tiszta jelleme és határtalan kedvessége gyorsan hírnevet szerzett neki. Hatalmas befolyása révén az 1840-es évekre Olaszliszka a haszidizmus központjává vált Magyarországon, és ő lett az ország szellemi vezetője. Hershel Lisker legfontosabb tanításait az "Ach Pri Tevuah" és a "Hayoshor veHatov" című művekben gyűjtötték össze.
Hershel Liszker halála után veje, Rav Chaim Friedlander (1840–1904) vette át a vezetést. Friedlander a 16. századi kiemelkedő Tóra tudósok leszármazottja volt, és ismert Tóra tudósként és ékesszóló szónokként. Művei között volt a Tal Chaim és a Tal Chaim Uverocho.

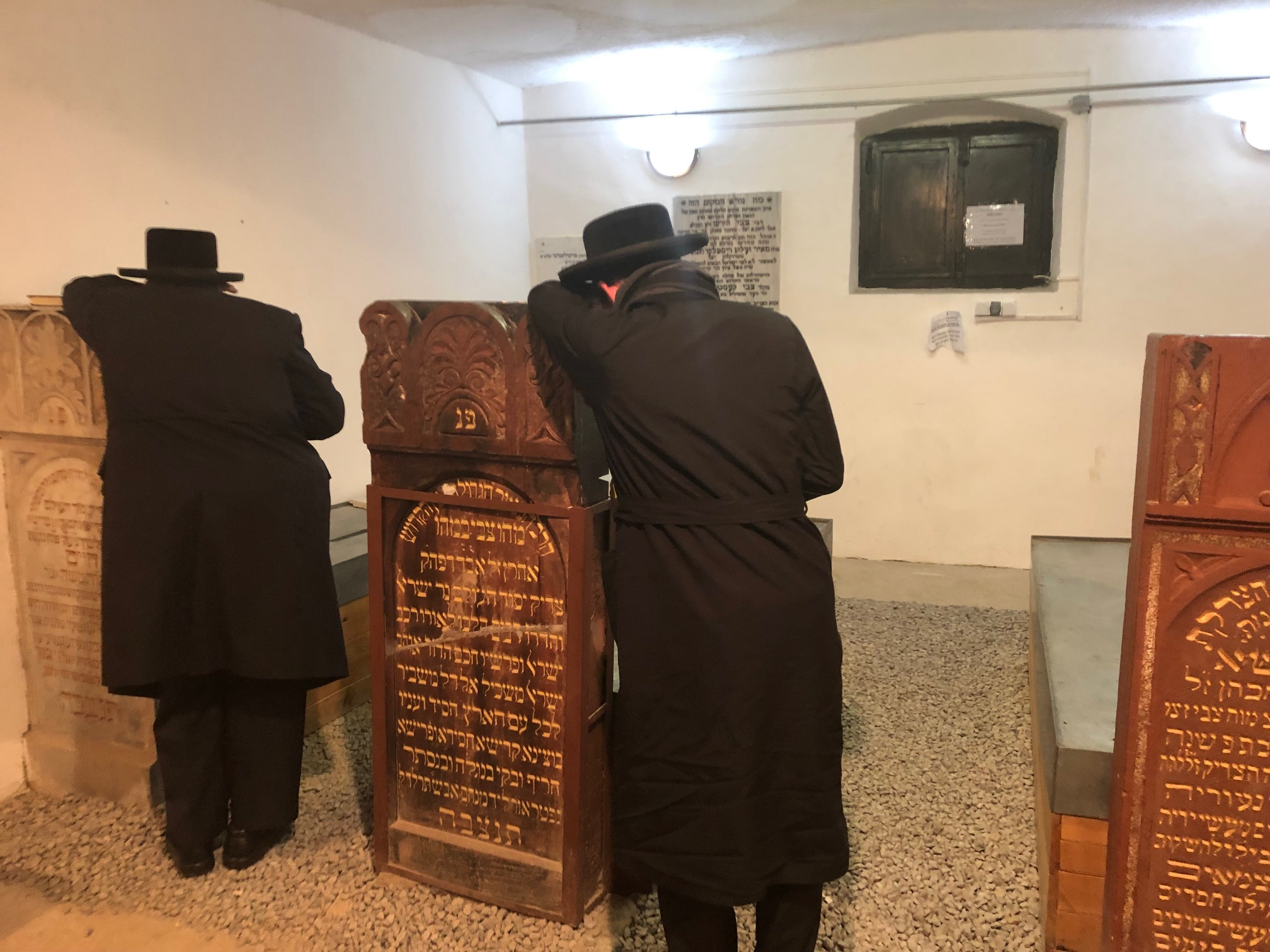
Haszid zsidó zarándokok imádkoznak a Liszkai Csodarabbi sírjánál Olaszliszkán

A keresztúri rebbe, Steiner Sájele, aki 1851-ben született Zboróban, korán árvaságra jutott, és anyja elvitte a liszkai cádikhoz, Friedmann Cvi Hirschhez. Sájele később a liszkai cádik gondozásába került, ahol fáradhatatlanul követte mestere útjait. A liszkai cádik halála után Sájele Hajim Halberstam, a sánzi rebbe tanácsára Bodrogkeresztúrra költözött, ahol új központot hozott létre.
Cvi Herschele (Cevi Hirsch) aszkézise, kedvessége és bölcsessége révén az ország első cádikjává vált Teitelbaum halála után, és Olaszliszka a legnagyobb zarándokhely lett. Reb Herschele nem engedte megnövelni heti bérét, és minden adományt a rászorulók között osztott szét. Síremléke a mai napig zarándokhely.
Reb Hershele Friedman idejében Liszka a haszidizmus szellemi központjává vált, és ezrek jöttek, hogy találkozzanak vele. A Rebbe messze földön híres volt gyógyító képességeiről, és sokan zarándokoltak hozzá, hogy segítséget kérjenek. Halála után is sokan keresik fel sírját, imáikkal és kéréseikkel.

### Olaszliszkai zsidó temető
Az olaszliszkai zsidó temető a 18. század második felében alakult ki, és azóta is a közösség fontos emlékhelye. A temetőben található sírkövek közül a legrégebbi az 1760-as évekből származik. A sírköveken található héber és jiddis feliratok, valamint díszítések gazdag történelmi és művészeti értékkel bírnak. A temető gondozását és karbantartását az utóbbi években helyi és nemzetközi zsidó szervezetek támogatásával sikerült biztosítani. Itt nyugszik Friedmann Cvi Hirsch, felesége, és Rav Chaim Friedlander is.

### Zsinagóga

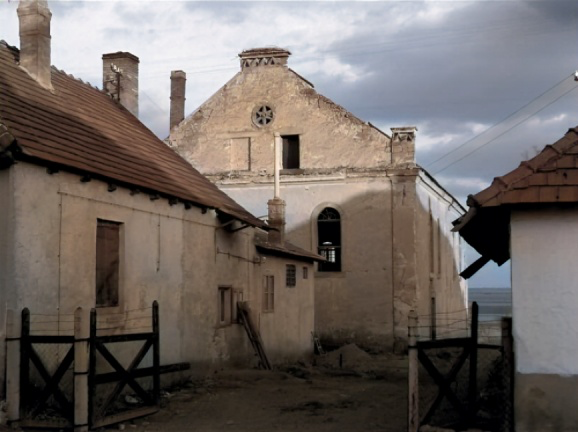
Olaszliszkai zsinagóga az 1960-as években

Az olaszliszkai zsinagóga, amely az 1800-as évek közepén épült, a közösség vallási és közösségi életének központja volt. A zsinagóga az idők során többször is átalakult, de a második világháború során jelentős károkat szenvedett, és azóta csak részben állították helyre. Az épület maradványai azonban még ma is emlékeztetnek a közösség egykori jelentőségére és vallási életére.
A helyi zsidó közösség emlékezetének megőrzése érdekében számos kezdeményezés indult az utóbbi években, beleértve a zsidó temető és a zsinagóga maradványainak felújítását. Ezek a műemlékek nemcsak a zsidó közösség múltjára emlékeztetnek, hanem az egész település történelmének szerves részét is képezik, hozzájárulva Olaszliszka kulturális sokszínűségéhez és történelmi értékeihez.

### Jancsó Miklós - Jelenlét című film sorozata
Az olaszliszkai zsidóság múltja és tragédiája Jancsó Miklóst is megindította, amelyet a „Jelenlét I.” című film sorozatában örökített meg. Ezek a filmek fontos kultúrtörténeti dokumentumok, amelyek hozzájárulnak a kollektív emlékezet és az identitás megőrzéséhez.

#### Jelenlét 1.
Jancsó Miklós rövid dokumentumfilmjében, a "Jelenlét"-ben, mohos sírkövek és egy elhagyatott zsinagóga fogadja a holokauszt után visszaérkezőket, Lefkovics Ernőt és Róth Bernátot. A kopott feliratok rég elfeledett embereket, történeteket és sorsokat őriznek. A templom falai a visszafordíthatatlanul múló időt, az értékek pusztulását és a zsidóság tragédiáját visszhangozzák. De mindig akad valaki, aki imájával megtiszteli a holtakat, ápolja és nem hagyja feledésbe merülni az évezredes hagyományokat. Jancsó Miklós és Kende János 1965-ben filmezte először a bodrogkeresztúri zsidó temetőt és az olaszliszkai zsinagógát, amelyet a híres csodarabbi, Rabbi Tzvi Hirsch Friedman építtetett.

#### Második jelenlét
Jancsó Miklós és Kende János egy évtized elteltével, 1978-ban újra ellátogatott a bodrogkeresztúri zsidó temetőbe és az olaszliszkai zsinagógába. Ebben a második dokumentumfilmben két fiatal ember, Lőwy Tamás és Deutsch László tér vissza Olaszliszkára. A film során a látogatók ismét a mohos sírkövekkel és az elhagyatott zsinagógával találkoznak, mely most még rosszabb állapotban van, de még tetővel rendelkezik. Lőwy és Deutsch a romos zsinagógában imádkoznak, majd tiszteletüket teszik az olaszliszkai és a bodrogkeresztúri zsidó temetőkben is.
A templom falai az első film idején is, és ezúttal is a visszafordíthatatlanul múló időt, az értékek pusztulását és a zsidóság tragédiáját visszhangozzák. Mindkét film bemutatja, hogy mindig akad valaki, aki imájával megtiszteli a holtakat, ápolja és nem hagyja feledésbe merülni az évezredes hagyományokat.

## Környező települések
Szegilong (3 km), Vámosújfalu, a legközelebbi városok: Sárospatak (12 km ) és Szerencs (kb. 22 km).

## Érdekességek
- A templomot 1772-ben kirabolták. A monda szerint az arany kegytárgyakat a rablók a Bodrogba rejtették, de azok felemelkedtek a víz színére és így megtalálták őket. Az eset emlékére kőkeresztet illesztettek a sekrestye falába.
- 1805. december 5-én egy éjszakát Olaszliszkán pihent a Szent Korona, amikor Pozsonyból Napóleon császár közelgő seregei elől Keletre, Munkácsra menekítették.
- A liszkai közhit szerint itt született 1802. szeptember 19-én Kossuth Lajos (és nem a hivatalosan születési helyének tartott Monokon, ahol csak anyakönyvezték), miközben apja, várandós feleségével úton volt haza Monokra a sátoraljaújhelyi tiszti értekezletről.
- Tokaj hegyalja egyik legnagyobb szőlőtermelő területe.

## Híres emberek
- Rabbi Tzvi Hirsch Friedman, liszkai csodarabbi
- Friedländer Herman, olaszliszkai rabbi, aki 1920 nyarán tanácsaival dúsgazdaggá tett egy svájci tőzsdei spekulánst.
- Csiky Tibor szobrászművész
- Varkoly László képzőművész (szül. 1960 02. 16. Olaszliszka) a 80-as évek képzőművészetének jelentős alakja.

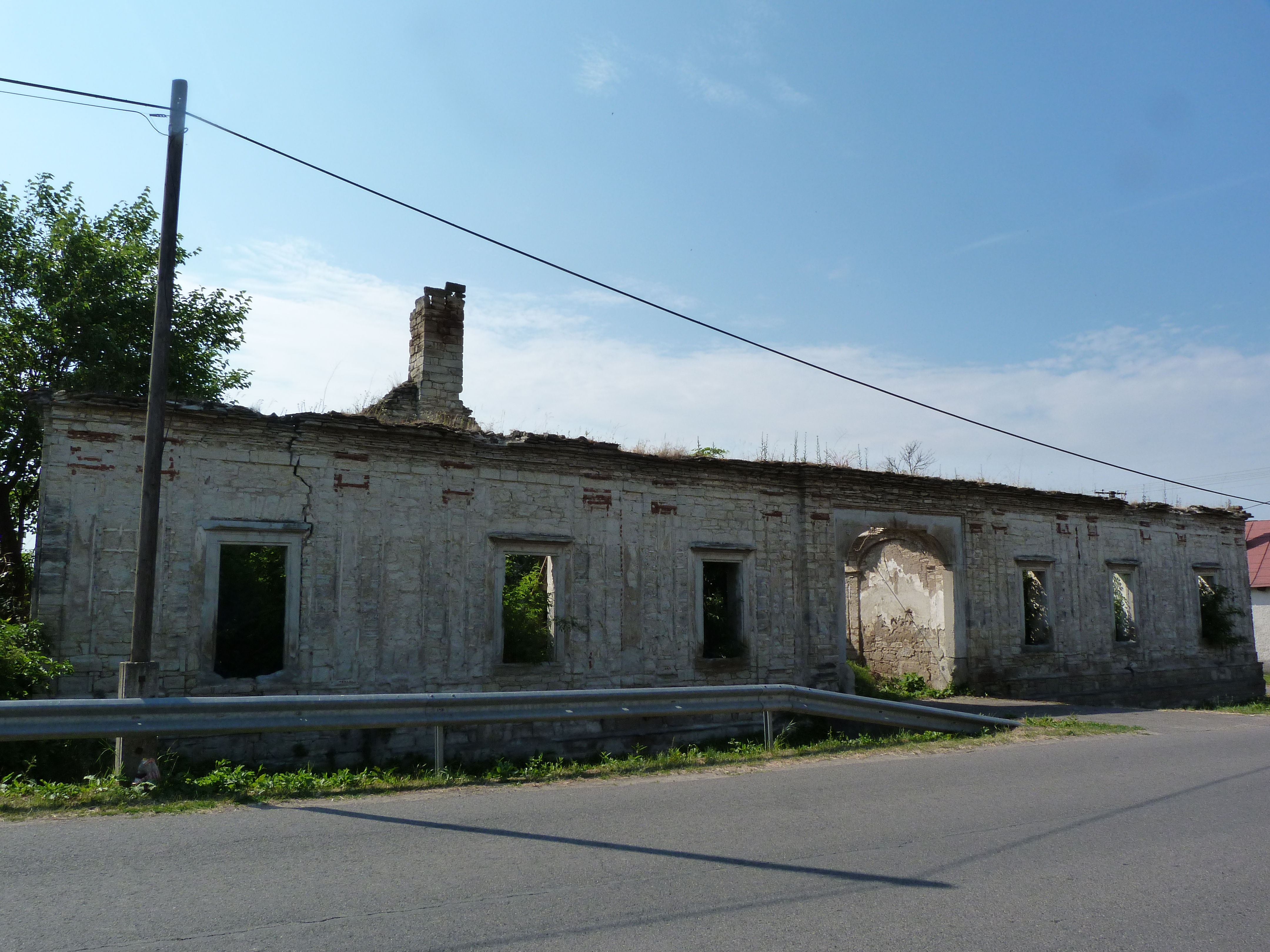
Olaszliszka Pálos kolostor
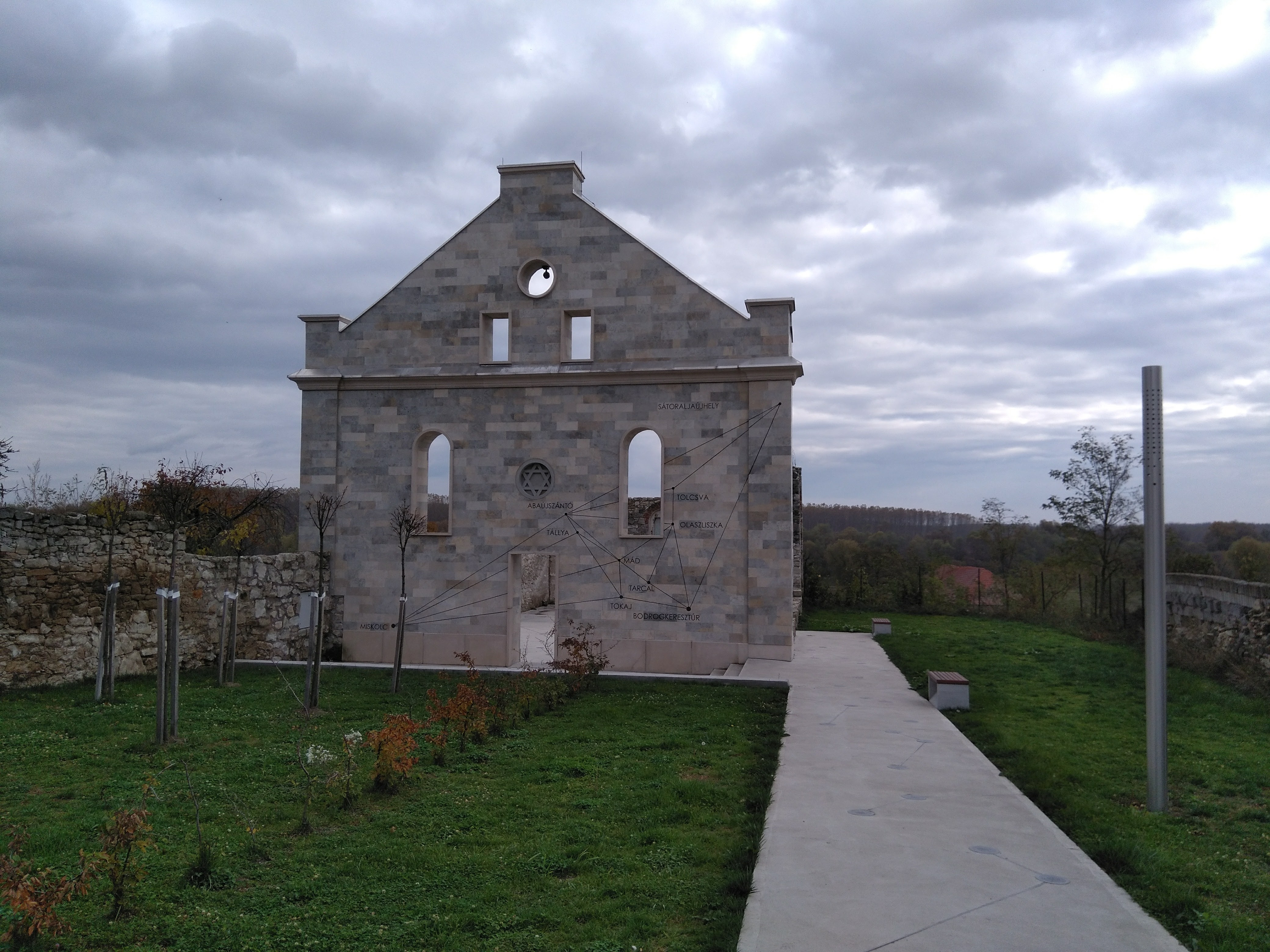
Olaszliszka zsinagóga emlékmű
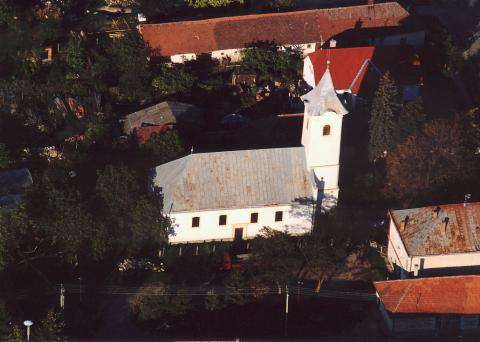
Légi Fotó Olaszliszkáról
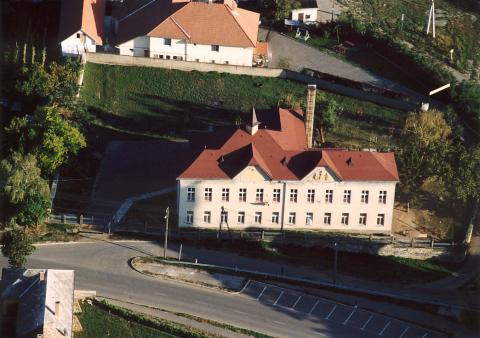
Légi Fotó Olaszliszkáról
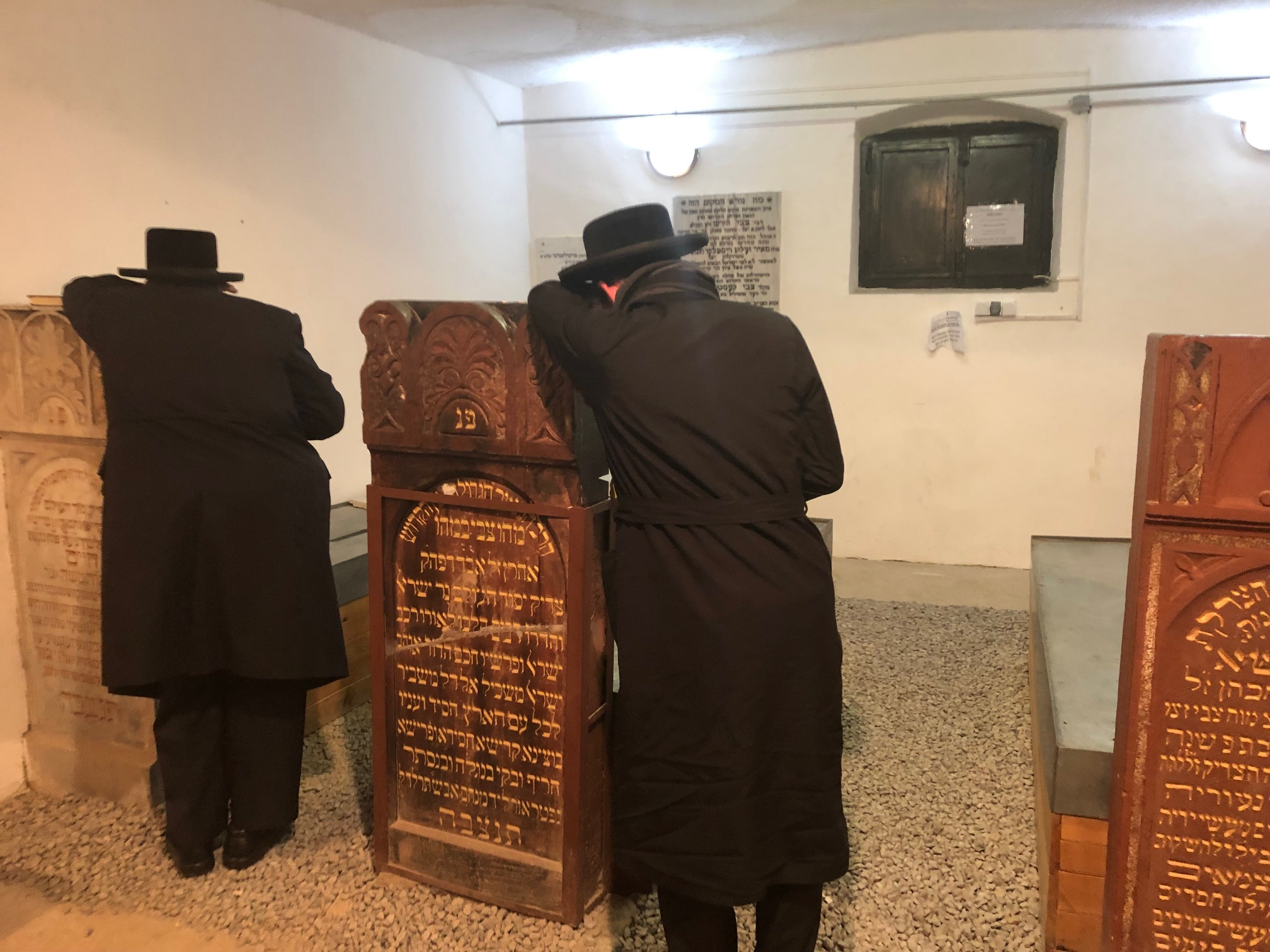
Haszid zsidó zarándokok imádkoznak a Liszkai Csodarabbi sírjánál Olaszliszkán
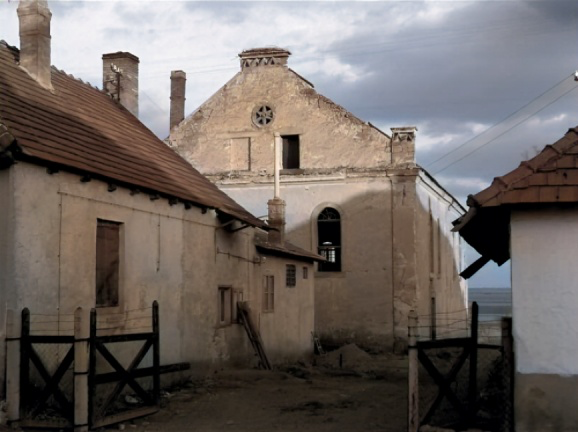
Olaszliszkai zsinagóga az 1960-as években
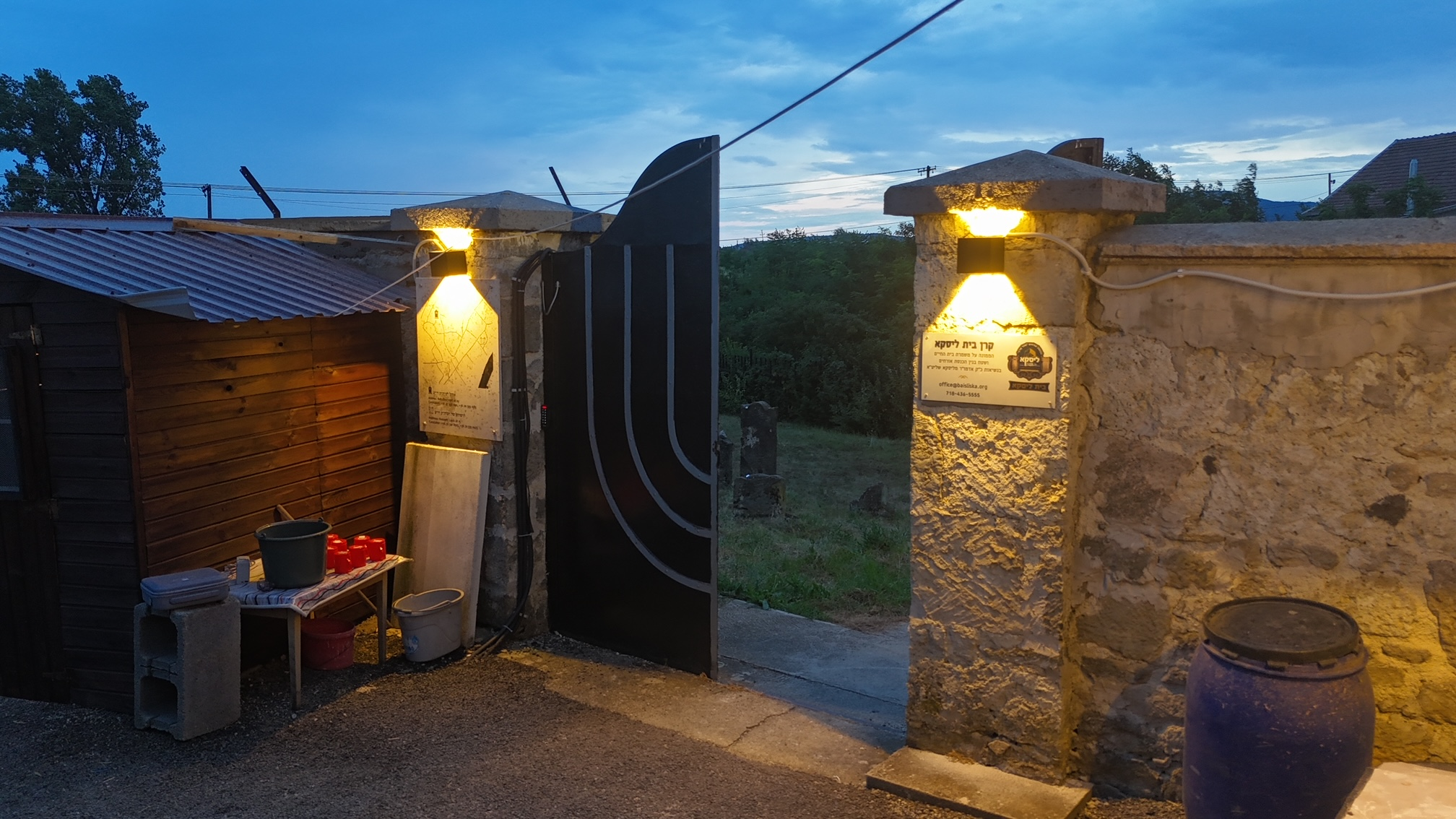
Az olaszliszkai zsidó temető bejárata